# Trisetum orthochaetum
Trisetum orthochaetum är en gräsart som beskrevs av Albert Spear Hitchcock. Trisetum orthochaetum ingår i släktet glanshavren, och familjen gräs. Inga underarter finns listade i Catalogue of Life.